# Psykiatrisk servicehund

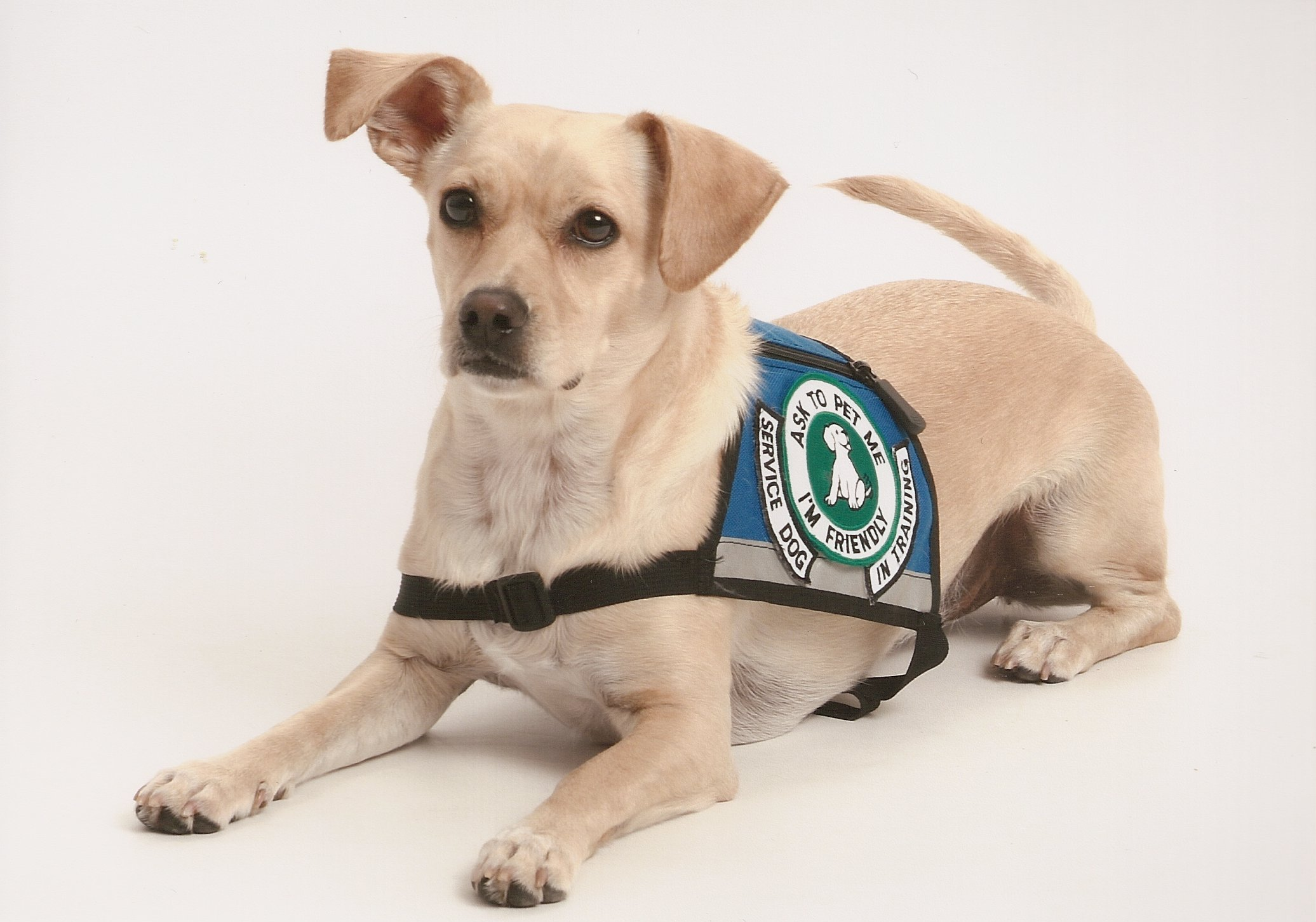
En psykiatrisk servicehund i träning.

En psykiatrisk servicehund är en särskild typ av servicehund som är tränad att hjälpa sin förare som har en psykisk funktionsnedsättning, till exempel posttraumatiskt stressyndrom eller schizofreni.
Trots att assistanshundar traditionellt har hjälpt personer med funktionsnedsättningar såsom blindhet eller mer nyligen dövhet eller rörelsehinder, finns det en rad andra funktionsnedsättningar som en assistanshund kan hjälpa till med också, inklusive psykiska funktionsnedsättningar.

## Träning
Liksom alla assistanshundar är en psykiatrisk servicehund tränad till att utföra arbete eller uppgifter som lindrar förarens funktionsnedsättning. Träning för att lindra en psykiatrisk funktionsnedsättning kan innebära att erbjuda miljöbedömning (i sådana fall som paranoia och hallucinationer), att signalera beteenden (såsom att avbryta repetitiva eller skadliga beteenden), att påminna föraren att ta medicin, hämta föremål, visa föraren vägen från stressiga situationer, eller som en stötta om föraren blir yr.
Psykiatriska servicehundar kan vara av vilken ras och storlek som helst som lämpar sig för offentliga arbeten.
Vissa psykiatriska servicehundar tränas av den personen som kommer att bli föraren - vanligtvis med hjälp av en professionell tränare. Andra tränas av assistans- eller servicehundprogram. Organisationer för assistanshundar blir allt mer medvetna om behovet av hundar för att hjälpa personer med psykiska funktionsnedsättningar.

## Åtkomlighet
I USA definierar Americans with Disabilities Act (ADA) en funktionsnedsättning som "en fysisk eller psykisk funktionsnedsättning som väsentligt begränsar en eller flera av de större livsaktiviteterna hos en individ", och låter därmed förare med psykiatriska servicehundar ha samma rättigheter och skydd som ges till personer med andra typer av servicedjur.
Servicehundar, inklusive psykiatriska servicehundar, är tillåtna att följa med sin förare på alla platser som normalt är tillgängliga för allmänheten, oberoende av om hälsokoder eller affärspolitik tillåter hundar att komma in eller inte.
Kravet är att hunden beter sig korrekt och inte stör normal drift (till exempel skällande, bitande, göra ifrån sig eller hindra andra människor) eller utgör ett direkt hot mot andras säkerhet.